# 山形日産自動車販売
山形日産自動車販売株式会社（やまがたにっさんじどうしゃはんばい）とは、山形県鶴岡市に本社を置く、山形日産グループの日産自動車販売会社である。かつては日産ネットワークホールディングス傘下であった。

## 沿革
- 1946年（昭和21年）11月4日 - 『山形日産自動車販売株式会社』設立。
- 2012年（平成24年）3月1日 - 山形日産グループが日産ネットワークホールディングスより全株式を取得、以降グループ会社化。これにより山形県の日産ディーラーはすべて山形日産グループによる運営となった[2]。
- 2021年（令和3年）- 日産自動車の2020年度優秀販売会社表彰で、山形日産自動車、日産プリンス山形販売と共に全国販売会社部門の最優秀社長賞を受賞[3]。

## 事業所
- 茅原店／鶴岡市茅原町28-60
- 美咲店／鶴岡市美咲町34-5
- 両羽店／酒田市両羽町242
- 豊里店／酒田市豊里字上割2-3
- カーパレス鶴岡／鶴岡市美咲町34-5
- カーパレス亀ヶ崎／酒田市亀ヶ崎4-15-32

## 山形県内の他日産車販売店
- 山形日産自動車
- 日産プリンス山形販売